# Nueva Gran Migración
La Nueva Gran Migración es el término que viene a designar los cambios demográficos acaecidos desde 1965 hasta hoy día, que suponen la vuelta atrás a la tendencia de los 35 años anteriores respecto a los estados en que la población negra de EE. UU. pretende asentarse. Desde 1965 la desindustrialización de muchas ciudades del noreste y medio oeste del país, el crecimiento del empleo en el Nuevo Sur y la mejora del clima racial han actuado como polo de atracción de la población afrodescendiente hacia estos estados antiguamente esclavistas. En el período 1975-1980 siete estados del sur de Estados Unidos obtuvieron un saldo positivo respecto al crecimiento de su población negra.
El porcentaje de población afrodescendiente continúa cayendo en todo el noreste de EE. UU. (a excepción de los estados de Nueva York y Pensilvania), así como en el lejano oeste para incrementarse en el Sur.
Los graduados universitarios y los inmigrantes de clase media constituyen la parte principal de los nuevos inmigrantes. Por ejemplo entre 1995 y 2000 los estados de Georgia, Maryland y Texas atrajeron la mayor parte de los graduados universitarios de EE. UU. En el mismo período California se convirtió en un perdedor neto de migración negra por primera vez en tres décadas. Aunque este proceso está todavía en desarrollo, muchos datos muestran una tendencia que viene de 35 años a esta parte.
La llamada Nueva Gran Migración aparece concentrada en ciertos estados del sur de EE. UU. como Maryland, Florida, Georgia, Carolina del Norte, Virginia, Tennessee, y Texas mientras que estados como Alabama, Arkansas, Luisiana, Misisipi, y Carolina del Sur apenas han recibido flujos migratorios